# بروس غولدستاين
بروس غولدستاين (بالإنجليزية: Bruce Goldstein)‏ هو أمين الأرشيف وكاتب أمريكي، ولد في 5 يوليو 1952 في أميتيفيل في الولايات المتحدة.